# Olessia Morhounets-Issaïenko
Olessia Morhounets-Issaïenko (en ukrainien : Олеся Олександрівна Моргунець-Ісаєнко) est une réalisatrice, productrice, monteuse et scénariste ukrainienne née le 17 novembre 1984 à Kozelets dans l'oblast de Tchernihiv, en Ukraine,.
Elle est membre de l'Académie cinématographique ukrainienne.

## Biographie
Elle est diplômée de l'Université nationale Karpenko-Kary.
De 2006 à 2013, elle travaille comme réalisatrice et directrice de montage dans la société Technomediia.
Elle enseigne le montage dans le studio de Taras Maliarevytch de 2011 à 2012 et dans le studio pour enfants Red Dog de 2016 à 2017.
En 2014, elle reçoit une bourse présidentielle pour créer un scénario pour le film documentaire Musique du monocle sur la vie et l'œuvre de Danylo Porfirovytch Demoutskyi.
De 2016 à 2017, elle travaille avec l'ONG Open politics.

## Vie privée
Elle est l'épouse d'Andriy Issaïenko.

## Filmographie

### Réalisation
- 2004 : La bougie éternelle (Свічадо вічного)
- 2005 : Molfar (Мольфар)
- 2006 : Lioubenotchek (Любеночек)
- 2008 : Voitures (Автомобілі)
- 2014 : Violoncelleles (Віолончель)
- 2017 : Histoire de l'argent (Казка про гроші)
- 2019 : Frontière. Opération Hroubechiv (Рубіж. Грубешівська операція)
- 2021 : Déportation 44-46 (Депортація 44-46)
- 2022 : Carol of the Bells (Щедрикou sonnent les cloches)
- 2022 : Et chaque rivière (І кожна річка)

### Production
- 2014 : Violoncelle
- 2022 : Et chaque rivière

### Montage
- 2009 : 
  - La seconde guerre mondiale en couleur (Друга світова війна в кольорі)
  - Juliette des Carpates (Карпатська Джульєтта)[6]
- 2013 : Sakura
- 2014 : Violoncelle

### Scénario
- 2022 : Carol of the Bells
- 2022 : Et chaque rivière

## Récompenses et distinctions
| Année | Cérémonie                                             | Prix                                                                            | Film                                 | Résultat   |
| ----- | ----------------------------------------------------- | ------------------------------------------------------------------------------- | ------------------------------------ | ---------- |
| 2016  | Film and Art Festival "Two Riversides"                | Concours de courts métrages indépendants                                        | Violoncelle                          | Nomination |
| 2015  | Festival international du film de Kiev Molodist       | Concours national                                                               | Violoncelle                          | Victoire   |
| 2015  | Festival international du film de Kiev Molodist       | Meilleur court métrage national                                                 | Violoncelle                          | Nomination |
| 2019  | Rivne International Film Festival "Dream City"        | Programme national - Longs métrages documentaires                               | The Borderline. Hrubieszów Operation | Victoire   |
| 2021  | Kyiv International Film Festival KINOLITOPYS, Ukraine | Crystal Kyiv Film Award pour la meilleure réalisation dans un film documentaire |                                      | Victoire   |
| 2022  | Women's International Film Festival Nigeria (WIFFEN)  | Meilleure image                                                                 | Carol of the Bells                   | Victoire,  |